# 张新文
张新文（1964年10月—），山东肥城人，汉族，中华人民共和国政治人物，中国共产党党员。第十三届全国人民代表大会山东地区代表。

## 生平
1986年9月，本科毕业于山东大学物理系。1988年7月，硕士毕业于山东大学运筹学与控制论专业研究生班，并于1991年12月获得理学硕士学位。
2012年2月，任济南高新技术产业开发区管委会主任、党工委书记。
2013年7月，任兖矿集团有限公司董事长、党委书记。
2015年2月，任山东省人民政府国有资产监督管理委员会主任、党委书记。
2016年12月，任山东省发展和改革委员会党组书记兼省区域办主任、省委改革办副主任。2017年1月，任山东省发展和改革委员会主任。
2018年2月24日，当选为第十三届全国人大代表。
2019年7月，任中共菏泽市委书记。
2023年1月，当选为山东省政协副主席，晋升副部级。